# Raymond (Ohio)

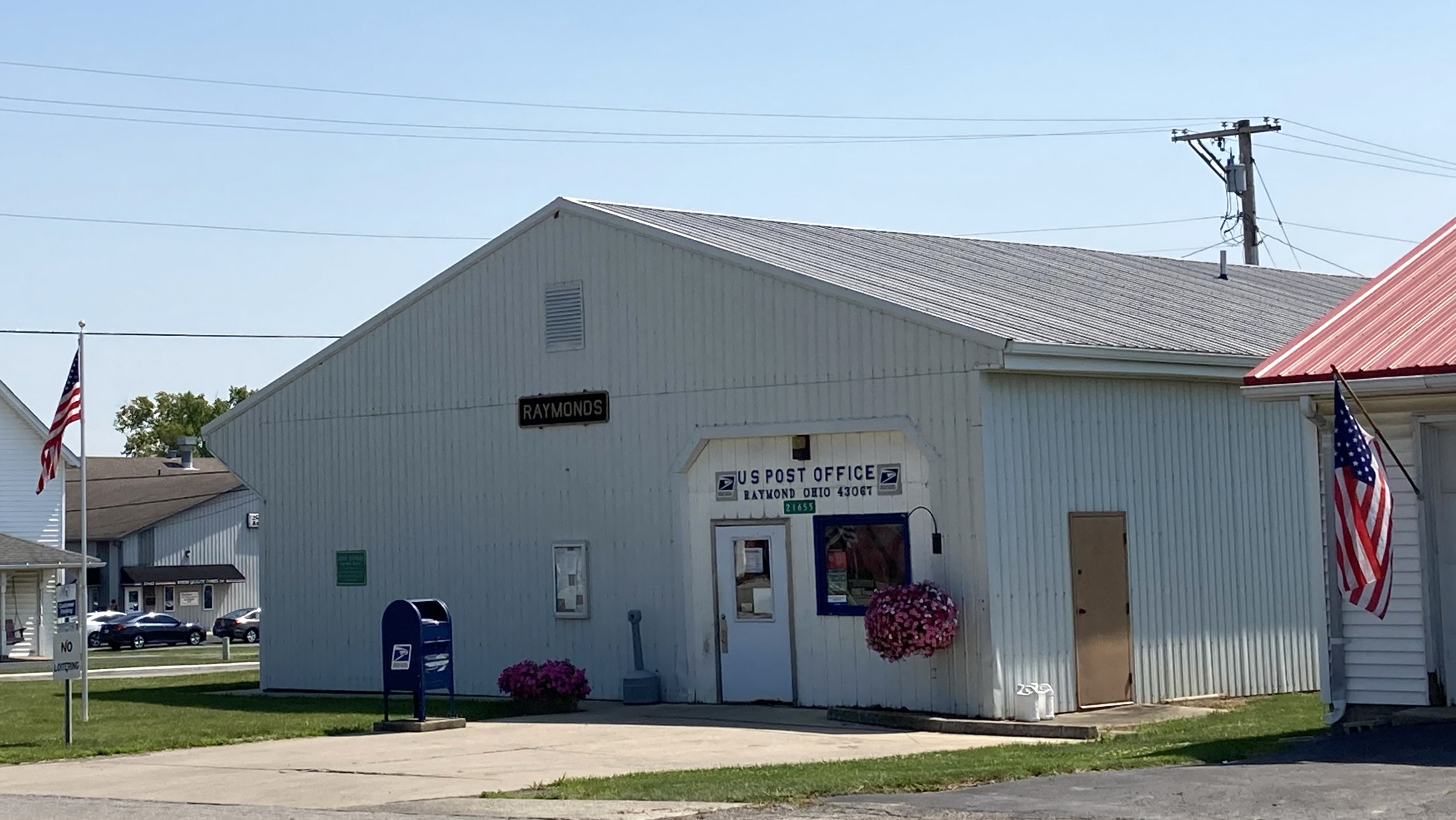
Urząd pocztowy USPS w Raymond, Ohio

Raymond – jednostka osadnicza w Stanach Zjednoczonych, w stanie Ohio, w hrabstwie Union.